# SUPERNOVA (SPEED OF LIGHTSのアルバム)
『SUPERNOVA』（スーパーノヴァ）は、日本のバンド、SPEED OF LIGHTSの1枚目のアルバム。

## 解説
2018年12月13日に発売。
本アルバム発売に先立ち、10月20日に1st flying get mission "Before The Supernova"を行い、ジャケット違いのflying get editionがLIVE入場者に配布された。12月25日よりSOL EQUIPMENTSストアにて通販開始。
また、2019年2月13日にイラストレーターあんべよしろう氏による初回限定イラスト特装盤(SOL-001S)および、通常版(SOL-001)が全国のCDショップで販売開始とアナウンスされた。

## 帯のキャッチコピー
CD (SOL-001)
12編の楽曲が織りなす時空を超えたストーリー。宇宙バンド「スピード・オブ・ライツ」待望のファーストアルバム！
壮大かつ緻密な世界観に裏付けされた物語と、シーンを彩るバラエティ豊かな楽曲とのマッチングが新たな感動を呼び起こす、新感覚SFストーリーアルバム、ここに完成！

## 収録曲
1. Supernova (3:35)
（作詞・作曲：CUTT / 編曲：SPEED OF LIGHTS）
アルバムタイトルを冠した楽曲
歌詞にSupernova,Speed Of Light(s),S.E.T.I,Code,Trapped In Time,(black hole eyes),Somewhere Close But Far Away,
Balloon Asteroids,Home,Meteor Showerと本アルバム収録曲が収録順に登場する
2. Lift Off! (0:59)
（作詞・作曲：CUTT / 編曲：SPEED OF LIGHTS）
LIVEでは3 2 1 のかけ声でCREWとの一体感を高め次曲「Speed Of Lights」へと続く
3. Speed Of Lights (3:27)
（作詞・作曲：CUTT / 編曲：SPEED OF LIGHTS）
最初期に作られたバンド名を冠した楽曲
4. S.E.T.I. (3:36)
（作詞・作曲：CUTT / 編曲：SPEED OF LIGHTS）
5. Code (3:56)
（作詞：CUTT / 作曲：SHOKO / 編曲：SPEED OF LIGHTS）
アルバム収録にあたり、Code 7716からCodeに曲名及び歌詞を変更
6. Trapped In Time (6:07)
（作詞・作曲：CUTT / 編曲：SPEED OF LIGHTS）
7. Invisible Light (0:46)
（作曲：SHOKO / 編曲：SPEED OF LIGHTS）
インスト曲 ライブでも次曲Somewhere Close But Far Awayの前にSHOKOによるキーボードで演奏される
8. Somewhere Close But Far Away (4:43)
（作詞：CUTT / 作曲：SHOKO / 編曲：SPEED OF LIGHTS）
9. Counting Stars (3:27)
（作詞・作曲：CUTT / 編曲：SPEED OF LIGHTS）
Summer Starsより改題
10. Fusen Asteroids (4:33)
（作詞・作曲：CUTT / 編曲：SPEED OF LIGHTS）
Fu_sen Asteroidより改題
11. Home (4:58)
（作詞・作曲：CUTT / 編曲：SPEED OF LIGHTS）
LIVE初期ではCREWによるDon't Be Long～ Welcome Home～の合唱が行われていた
12. Meteor Shower (4:11)
（作詞・作曲：CUTT / 編曲：SPEED OF LIGHTS）
SOL Winter Triangle Circuit vol.1ではオープニングSEとしてインストVer.が流された